# 26238 Elduval
26238 Elduval este un asteroid din centura principală de asteroizi.

## Descriere
26238 Elduval este un asteroid din centura principală de asteroizi. A fost descoperit pe 17 august 1998 la Socorro, New Mexico, în cadrul proiectului LINEAR. Asteroidul prezintă o orbită caracterizată de o semiaxă mare de 2,31 ua, o excentricitate de 0,13 și o înclinație de 7,1° în raport cu ecliptica.